# Karenia (páncélos ostoros)
A Karenia egysejtű fotoszintetikus tengeri planktonikus páncélos ostorosok nemzetsége. A nemzetség jelenleg 12 ismert fajból áll. Sűrű mérgező algavirágzásokat okoznak jelentős ökológiai és gazdasági károkkal: egyes fajai jelentős állathalálozást okoznak. Egy faja, a Karenia brevis, neurotoxikus kagylómérgezést és légzési stresszt okoz emberben.

## Rendszertan
A nemzetség névadója Dr. Karen Steidinger, a páncélos ostorosok jelentős kutatója. Sok évtizeden át kutatta a Karenia brevist.
12 faja ismert jelenleg:
- Karenia asterichroma
- Karenia bicuneiformis
- Karenia brevis
- Karenia brevisulcata
- Karenia concordia
- Karenia cristata
- Karenia digitata
- Karenia longicanalis
- Karenia mikimotoi
- Karenia papilionacea
- Karenia selliformis
- Karenia umbella

## Történet
A Karenia legkorábbi lehetséges feljegyzései a 15. és 16. századi spanyol felfedezők által leírt jellegzetes halhalálok lehettek. További jelentős halhalálokat írtak le 1844-ben Florida partjai közelében. 1935-ben Oda írt le először ma a Karenia nemzetségbe sorolt fajokat: ez a Gymnodinium mikimotoi nevet kapta, melyet Karenia mikimotoira neveztek át. Davis 1948-ban írta le, hogy a halhalál oka a Gymnodinium breve, melyet előbb Ptychodiscus brevisre, majd 2001-ben Karenia brevisre neveztek át.

## Leírás
A csupasz, lapos fotoszintetikus sejt erősen pleomorf: mérete 20–90 μm közt változik. Egyenes apikális mélyedése (akrobázis) van, melyek különbségei gyakran használatosak fajok megkülönböztetésére. Nincs héjlemeze. Sejtteste más páncélos ostorosokhoz hasonlóan episzómára és hiposzómára osztható. 2 mozgásban részt vevő eltérő hosszú ostora a cingulumban és a sulcusban van. A sejtplazma sok sárgászöld kloroplasztiszt tartalmaz. A Karenia plasztisza Haptophytina-faj harmadlagos endoszimbiózisából származik. Így nem jellemző rá a legtöbb páncélos ostorosban lévő peridinin pigment, és a plasztisz pigmentjei a klorofill a és c, valamint a 19′-hexanoiloxifukoxantin, melyek a Haptophytina jellemzői. A sejtben lévő mag helye és alakja a fajok megkülönböztetésére használható.

## Ökológia
A Karenia az egész világon megtalálható óceáni és part menti vizekben is. Viszonylag sporadikus, de nyáron vagy ősszel nagy virágzásokat alkothat súlyos gazdasági és ökológiai következményekkel. Ezek mérgező algavirágzások. Nagyon lassan osztódik, de valószínűleg gyors úszása miatt sűrű virágzásokat alkot, ami magasabb tápanyag-koncentrációk elérését teszi lehetővé. Sok ilyen virágzás 1-nél több Karenia-fajból áll. A virágzások oka nem ismert teljesen.
Nagy virágzáskor az erőforrások korlátozottá válnak, nagyobb versengést okozva több tengeri faj közt a helyért és a napfényért. Mikor a Karenia elhal, neurotoxinokat bocsát ki, halak és más élőlények halálát okozva. A sűrű virágzások anoxiával is állatmortalitást okoznak. A Karenia brevis emberben is distresszt okoz neurotoxikuskagyló-mérgezéssel, mely a táplálékláncban felhalmozódik. A Karenia számos toxint kibocsát, egyes fajai 1-nél többet is.
A Karenia elsősorban autotróf, de egyes fajok mixotrófok, mert mikrobákat tudnak bekebelezni.
Egyes élőlények képesek megtámadni a Karenia spp.-t, de pontos szerepük a populációdinamikában ismeretlen.

## Biológia

### Életciklus
Bár a nemzetség 12 leírt fajból áll, életciklusáról szóló legtöbb kutatás a Karenia brevisről szólt. A Karenia életciklusa a legtöbb páncélos ostoroséhoz hasonló: trofikus állapota mozgó haploid ivartalan sejt 2–10 naponta, általában éjjel történő rendszeres mitózissal. Alkalmanként diploid planozigóta is keletkezhet, vagyis képes ivaros szaporodásra, mely konjugáció útján történik. Nyugvó cisztája gyakran vastag falú, az ivaros egyesüléskor kialakuló hipnozigóta. Ez káros körülmények közt jelentkezik, és lehetővé teszi nyugvó állapotban való terjedését másutt történő algavirágzásokhoz.

### Genetika
A Karenia más páncélos ostorosokhoz hasonlóan egyedi, állandóan kondenzált kromatinnal rendelkezik nukleoszóma vagy hagyományos hiszton nélkül. A kevésbé sűrűn csomagolt DNS-körök aktívan átírt DNS-t tartalmaznak. Haploid genomja nagy – mintegy 90 Gbp –, és különösen sok ismétlődő nem kódoló DNS-t tartalmaz. Mitózisa is egyedi: a magmembrán érintetlen marad, a mitózisorsó a magon sejtplazmacsatornákkal áthaladó mikrotubulusokkal rendelkezik.
A K. brevis genomja mintegy 1011 bp lehet, de a nemzetség egyik faját se szekvenálták 2009-ig.

## Toxicitás
A Karenia halak, tengeri élőlények és más állatok halálát okozó algavirágzásokban vesz részt. Ezek jelentős ökológiai és gazdasági károkat okoznak, de okuk kevéssé ismert.
A Karenia brevis a humán toxikológiában különösen fontos, mivel neurotoxikus kagylómérgezést és légzési problémákat okozhat a toxinok szövetbeli felhamlozódásával. E toxinokat a puhatestűek káros hatás nélkül veszik fel, de az ilyen puhatestűeket evő emberekben stresszt okoz. Az általa termelt neurotoxinok a brevetoxinok. A brevetoxinok zsíroldékonyak, és biológiai felhalmozódásra hajlamosak. A feszültségérzékeny nátriumcsatornákat aktiválják, és sokáig nyitva hagyják, kontrollálatlan depolarizációt okozva az idegsejt membránján, állandó akciós potenciált okozva. 2012-ben nem volt brevetoxinnal összefüggő ismert haláleset, de súlyos tünetek, például nausea, emesis és zavaros beszéd igen.

## Fordítás
Ez a szócikk részben vagy egészben  a   Karenia (dinoflagellate) című angol Wikipédia-szócikk ezen változatának fordításán alapul.  Az eredeti cikk szerkesztőit annak laptörténete sorolja fel. Ez a jelzés csupán a megfogalmazás eredetét és a szerzői jogokat jelzi, nem szolgál a cikkben szereplő információk forrásmegjelöléseként.